# Wentzwiller
Wentzwiller – miejscowość i gmina we Francji, w regionie Grand Est, w departamencie Górny Ren.
Według danych na rok 1990 gminę zamieszkiwało 529 osób, a gęstość zaludnienia wynosiła 112 osób/km² (wśród 903 gmin Alzacji Wentzwiller plasuje się na 449. miejscu pod względem liczby ludności, natomiast pod względem powierzchni na miejscu 512.).